# صید ماهی آزاد در یمن
صید ماهی آزاد در یمن فیلمی بریتانیایی در سبک کمدی درام و رمانتیک به کارگردانی لاسه هالستروم است که در سال ۲۰۱۱ منتشر شد.

## خلاصه داستان
یک شیخ عرب می‌خواهد در کشور یمن ماهی قزل آلا پرورش دهد و از همین رو با دولت انگلستان مکاتباتی انجام می‌دهد و تحقیقات به دکتر آلفرد جونز (یوان مک‌گرگور) محول می‌شود او این کار را غیرممکن می‌داند اما با فشار دولت مجبور به قبول این پروژه می‌شود در این راه زنی به نام هریت چتوود تالبوت (امیلی بلانت) هم او را همراهی می‌کند، هریت نماینده شیخ محمد است.
آلفرد جونز برای منصرف کردن شیخ محمد (عمر واکد) خواسته‌های زیاد و پول زیاد برای انجام طرح طلب می‌کند ولی شیخ محمد(عمر واکد) همه را می‌پذیرد اما مأموریت سخت صید ۱۰۰۰۰ ماهی قزل آلا از رودخانه‌های بریتانیا است که با مخالفت ماهی گیران رو به رو می‌شود از همین رو دولت تصمیم می‌گیرد با صید این ماهی‌ها مخالفت کند و در عوض پیشنهاد می‌کند تا از ماهی‌های پرورشی استفاده شود اما آلفرد(یوان مک‌گرگور) این موضوع را غیرممکن می‌داند و می‌گوید حتی پدر و مادر این ماهی‌ها در آب آزاد شنا نکرده‌اند واین کار غیرممکن است.
در همین حین خبر می‌رسد که دوست پسر هریت که رابرت نام دارد در افغانستان کشته شده و دکتر آلفرد که با همسرش مشکل دارد تصمیم به جدایی می‌گیرد همزمانی این دو اتفاق باعث ایجاد علاقه بین هریت و آلفرد می‌شود از طرفی بومیان یمن که از طرح شیخ راضی نیستند تصمیم می‌گیرند فردی رای برای کشتن او به انگلستان بفرستند اما در حین ماهیگیری آلفرد جان شیخ را نجات می‌دهد و حالا آلفرد که به پروژه علاقه‌مند شده تصمیم می‌گیرد تا این پروژه را با همین ماهی‌های پرورشی انجام دهد.
همه چیز آماده افتتاح می‌شود و ماهی‌های پرورشی خوب عمل می‌کنند اما خبر جدیدی می‌رسد که دوست پسر هریت است زنده مانده و در عملیات افغانستان کشته نشده از طرف دیگر در روز افتتاح مخالفان شیخ که از او ناراضی هستند دریچه سد را باز می‌کنند و باعث از بین رفتن ماهی‌ها و خرابی کل تأسیسات می‌شوند آلفرد جونز که می‌بیند همه ماهی مرده‌اند و هریت را هم ازدست داده تصمیم می‌گیرد که بازگردد که شیخ او را صدا می‌کند و به او نشان می‌دهد تعدای از ماهی‌ها زنده هستند پس تصمیم می‌گیرد بماند از طرفی هریت (امیلی بلانت) هم به او می‌گوید به او علاقه‌مند شده و می‌خواهد با آلفرد بماند.

## بازیگرها
- یوان مک‌گرگور در نقش دکتر آلفرد جونز
- امیلی بلانت در نقش هریت چتوود تالبوت
- عمر واکد در نقش شیخ محمد
- کریستین اسکات توماس در نقش پاتریشیا ویلسون